# Tomoko Kawakami
Tomoko Kawakami (jap. 川上 とも子, wirklicher Name: 川上 倫子, beides Kawakami Tomoko; * 25. April 1970 in der Präfektur Tokio; † 9. Juni 2011) war eine japanische Synchronsprecherin (Seiyū).

## Leben
Tomoko Kawakami hatte eine ältere Schwester und wollte wie diese ursprünglich Ärztin werden. Da ihr Vater früh starb, konnte ihre Mutter nicht die notwendigen Kosten für beide aufbringen, sodass Tomoko Kawakami sich dem Schauspiel zuwandte. Bereits während ihrer Schulzeit nahm sie Schauspielunterricht an der zur Talentagentur Production Baobab gehörenden Baobab Gakuen und wurde später von der Agentur unter Vertrag genommen. Nach ihrem Schulabschluss studierte sie dann Schauspiel an der Tōhō-Gakuen-Kunsthochschule, wo sie sich dann auf das Synchronsprechen konzentrierte.
Ihre erste, noch namenlose, Rolle hatte sie 1994 in der Anime-Serie Metal Fighter Miku. 1995 folgte ihre erste Nebenrolle als Chiriko in Fushigi Yuugi. Ihren Durchbruch hatte sie 1997 mit der titelgebenden Hauptrolle der Utena in Shōjo Kakumei Utena. Daneben war sie bekannt als Hikaru Shindo in Hikaru no Go von 2001 bis 2003, sowie seit 2004 als Fuyuki Hinata in Keroro Gunsō (Sgt. Frog), als auch als Misuzu Kamio im Computerspiel Air und dessen Anime-Umsetzungen. Ab 2008 musste sie sich wegen Eierstockkrebs in Behandlung begeben, konnte kaum noch Rollen annehmen und erlag schließlich der Krankheit am 9. Juni 2011 im Alter von 41 Jahren.

## Rollen (Auswahl)
| 1994 - Metal Fighter Miku (Junge, Sternenwölfe), Debüt 1995 - Dokkan! Robotendon (Salad Nabu) - Fushigi Yuugi (Chiriko) 1996 - Gon, der Höhlenfratz (Pīko) 1997 - Shōjo Kakumei Utena (Utena Tenjō) - Battle Athletes (Kris Christopher) 1998 - Bomberman B-Daman Bakugaiden (Ruirui) 1999 - Uchū Kaizoku Mito no Daibōken (Mito) - Jibaku-kun (Pink) - Tenshi ni Narumon! (Noelle) - Power Stone (Ayame) - Bomberman B-Daman Bakugaiden V (Mimitan) - Sorcerous Stabber Orphen: Revenge (Licorice Neilson) 2000 - Gakkō no Kaidan (Satsuki Miyanoshita) - Time Bokan 2000: Kaitō Kiramekiman (Rip) 2001 - Chicchana Yukitsukai Sugar (Sugar) - Hikaru no Go (Hikaru Shindō) - Mahō Senshi Louis (Mireru) 2002 - Piano (Yūki Matsubara) - Midnight Horror School (Liddy, Kabo) 2003 - Chrno Crusade (Rosette Christopher) - Tantei Gakuen Q (Kazuma Narusawa) 2004 - Utakata (Satsuki Takigawa) - Keroro Gunsō (Fuyuki Hinata) - Sensei no Ojikan (Akane Kobayashi) - Tactics (Yōko) - Harukanaru Toki no Naka de – Hachiyō Shō (Akane Motomiya) 2005 - Aria The Animation (Athena Glory) - Ueki no Hōsoku (Ai Mori) - Air (Misuzu Kamio) - Amaenai de yo!! (Sumi Ikuina) - Gaiking: Legend of Daiku-Maryu (Lulu) - Gokujō Seitokai (Cyndi Manabe) - Jinki: Extend (Elny Tachibana) 2006 - Amaenai de yo!! Katsu!! (Sumi Ikuina) - Aria The Natural (Athena Glory) - Saru Get You – On Air (Natsumi) - Shijō Saikyō no Deshi: Ken’ichi (Miu Furinji) - Prigorota: Uchū no Yūjō Daibōken (Prilin) - Pokémon: Diamond and Pearl (Pokédex, Lucias Haspiror) 2007 - Kaze no Shōjo Emily (Emily Byrd Starr) - Clannad (Mädchen der Parallelwelt) - Darker than Black (Amber) - Harukanaru Toki no Naka de 3 (Nozomi Kasuga) 2008 - Aria The Origination (Athena Glory) - Clannad After Story (Mädchen der Parallelwelt) 2009 - Darker than Black: Ryūsei no Gemini (Amber) 2010 - Harukanaru Toki no Naka de 3: Owari Naki Unmei (Nozomi Kasuga) | - 1999: Gundress (Mishel Iga) - 1999: Shōjo Kakumei Utena: Adolescence Mokushiroku (Utena Tenjō) - 2005: Air (Misuzu Kamio) - 2006: Harukanaru Toki no Naka de: Maihitoyo (Akane Motomiya) - 2006: Chō Gekijōban Keroro Gunsō (Fuyuki Hinata) - 2007: Chō Gekijōban Keroro Gunsō 2: Shinkai no Princess de Arimasu! (Fuyuki Hinata) - 2008: Chō Gekijōban Keroro Gunsō 3: Keroro Tai Keroro Tenkū Dai Kessen de Arimasu! (Fuyuki Hinata) - 2009: Chō Gekijōban Keroro Gunsō: Gekishin Dragon Warriors de Arimasu! (Fuyuki Hinata) - 1997: Battle Athletes (Kris Christopher) - 1999: Tenamon’ya Voyagers (Wakana Nanamiya) - 2002: Shiritsu Araiso Kōtō Gakkō Seitokai Shikkōbu (Kazumi Katsuragi) - 2002: Harukanaru Toki no Naka de: Ajisai Yumegatari (Akane Motomiya) - 2002: Futari Etchi (Yura Onoda) - 2003: Early Reins (Margaret) - 2003: Harukanaru Toki no Naka de 2: Shiroki Ryū no Miko (Karin Takakura) - 2007: Aria The OVA – Arietta (Athena Glory) 1997 - Desire (Nina) 1998 - Thousand Arms (Sodina Dawnfried) - Langrisser V – The End of Legend (Claret) - Radiant Silvergun (Reana) 1999 - Ape Escape (Natsumi) - True Love Story 2 (Kasumi Nanase) - The Legend of Dragoon (Meru) 2000 - Infinity (Yūka Kawashima) - Skies of Arcadia (Aika) - Harukanaru Toki no Naka de (Akane Motomiya) 2001 - Air (Misuzu Kamio) - Mr. Moskeeto/Ka (Reina Yamada) - Growlanser II (Charlone Claudios) 2002 - Gakuen Heaven: Boy’s Love Scramble (Satoshi Umino) - Gungrave (Mika Asagi) - Ape Escape 2 (Natsumi) - Tales of Destiny 2 (Nanaly Fletch) 2003 - Never 7: The End of Infinity (Yūka Kawashima) - D→A:Black (Natsuki Kagura) - Ka 2 (Reina Yamada) 2004 - Gakuen Heaven: Boy’s Love Scramble Type B (Satoshi Umino) - D→A:White (Natsuki Kagura) - Harukanaru Toki no Naka de 3 (Nozomi Kasuga) 2005 - Gakuen Heaven: Boy’s Love Attack (Satoshi Umino) - Code of the Samurai (Okita Soji) - Sengoku Basara (Itsuki) - Harukanaru Toki no Naka de 3: Izayoiki (Nozomi Kasuga) 2006 - Sengoku Basara 2 (Itsuki) - Harukanaru Toki no Naka de 3: Unmei no Meikyū (Nozomi Kasuga) 2007 - Sengoku Basara 2: Heroes (Itsuki) 2008 - Super Smash Bros. Brawl (Bisaknosp) - Harukanaru Toki no Naka de 4 (Chihiro Ashihara) |